# Le Blues de Ma Rainey
Pour plus de détails, voir Fiche technique et Distribution.
Le Blues de Ma Rainey (Ma Rainey's Black Bottom) est un film américain réalisé par George C. Wolfe, sorti en 2020 sur Netflix. Il s'agit d'une adaptation cinématographique de la pièce de théâtre Ma Rainey's Black Bottom (1982) d'August Wilson mettant en scène la chanteuse de blues Ma Rainey, qui est incarnée par Viola Davis.

## Synopsis
À Chicago, 1927. Ma Rainey, la « mère du blues » travaille sur un nouvel album studio. Les sessions d'enregistrement sont marquées par des tensions entre l'artiste, son agent, son producteur et ses musiciens.

## Fiche technique
- Titre original : Ma Rainey's Black Bottom
- Titre francophone : Le Blues de Ma Rainey
- Réalisation : George C. Wolfe
- Scénario : Ruben Santiago-Hudson
- Musique : Branford Marsalis
- Décors : Mark Ricker
- Costumes : Ann Roth
- Photographie : Tobias A. Schliessler
- Montage : Andrew Mondshein
- Production : Todd Black et Denzel Washington
- Société de production : Escape Artists
- Société de distribution : Netflix
- Pays d'origine :  États-Unis
- Langue originale : anglais
- Format : couleur
- Genre : drame biographique, musical
- Durée : 93 minutes
- Date de sortie :
  - Monde : 18 décembre 2020 (Netflix)

## Distribution
- Viola Davis (VF : Maïk Darah) : Ma Rainey
  - Maxayn Lewis comme interprète musicale de Ma Rainey
- Chadwick Boseman (VF : Namakan Koné) : Levee Green
- Glynn Turman (VF : Thierry Desroses) : Toledo
- Colman Domingo (VF : Frantz Confiac) : Cutler
- Michael Potts (VF : Rody Benghezala) : Slow Drag
- Taylour Paige (VF : Corinne Wellong) : Dussie Mae
- Jonny Coyne (VF : Paul Borne) : Sturdyvant
- Jeremy Shamos (VF : Guillaume Lebon) : Irvin
- Dusan Brown (VF : Mike Fédée) : Sylvester

 Source et légende : version française (VF) sur RS Doublage

## Production
Denzel Washington signe un contrat avec la chaîne payante HBO pour produire neuf adaptations de pièces de théâtre d'August Wilson en films, notamment une adaptation de Ma Rainey's Black Bottom (1982). En juin 2019, cet accord est finalement conclu avec Netflix.
Les acteurs Viola Davis, Chadwick Boseman, Glynn Turman, Colman Domingo, et Michael Potts sont annoncés, alors que George C. Wolfe est engagé comme réalisateur. En juillet 2019, Taylour Paige, Jonny Coyne, Jeremy Shamos et Dusan Brown rejoignent la distribution.
Le tournage débute le 8 juillet 2019 à Pittsburgh, où est recréé le Chicago des années 1920. Les prises de vue s'achèvent le 16 août 2019.
La postproduction du film est marquée par le décès de l'acteur Chadwick Boseman le 28 août 2020. Le Blues de Ma Rainey est donc sa dernière apparition à l'écran.

## Distinctions

### Récompenses
- London Film Critics Circle Awards 2021 : Acteur de l'année pour Chadwick Boseman
- Golden Globes 2021 : Meilleur acteur dans un film dramatique pour Chadwick Boseman
- Oscars 2021 : 
  - Meilleurs costumes
  - Meilleurs maquillages et coiffures

### Nominations
- Golden Globes 2021 : Meilleure actrice dans un film dramatique pour Viola Davis
- Oscars 2021 : 
  - Meilleur acteur pour Chadwick Boseman
  - Meilleure actrice pour Viola Davis
  - Meilleurs décors et direction artistique